# James Adomian
James Adomian (sinh ngày 31 tháng 1 năm 1980) là một diễn viên hài, diễn viên và đóng giả nổi tiếng người Mỹ. Ông được biết đến qua tác phẩm Comedy Bang! Bang!, Chapo Trap House, Last Comic Standing, The Late Late Show with Craig Ferguson, nơi ông đóng giả Tổng thống George W. Bush cho đến năm 2009 và để miêu tả Bernie Sanders trong chuyến lưu diễn Trump vs. Bernie năm 2016. Ông lồng tiếng cho Talking Ben trong loạt phim hoạt hình Talking Tom and Friends.
Năm 2019, DuckTales (2017) với giọng nói Jones từ tập "Whatever Happen to Donald Duck?"

## Tiểu sử
Adomian sinh ra tại Omaha, Nebraska ngày 31 tháng 1 năm 1980.